# Horsfordia newberryi
Horsfordia newberryi är en malvaväxtart som först beskrevs av S. Wats., och fick sitt nu gällande namn av Samuel Frederick Gray. Horsfordia newberryi ingår i släktet Horsfordia och familjen malvaväxter. Inga underarter finns listade i Catalogue of Life.